# Premiul Oscar pentru cel mai bun scenariu adaptat
Premiul Oscar pentru cel mai bun scenariu adaptat (în engleză Academy Award for Writing Adapted Screenplay) este unul dintre premiile Oscar, acordate de „Academy of Motion Picture Arts and Sciences” pentru cel mai bun scenariu adaptat (de obicei după un roman, nuvelă, povestire).

## Premii și nominalizări

### Anii 1920
| An                    | Film                     | Nominalizări       | Adaptare după |
| --------------------- | ------------------------ | ------------------ | --- |
| 1927-28 Ediția întâi  | 7th Heaven               | Benjamin Glazer    | Piesa de teatru Seventh Heaven de Austin Strong                                                                         |
| 1927-28 Ediția întâi  | Glorious Betsy           | Anthony Coldeway   | Piesa de teatru Glorious Betsy de Rida Johnson Young                                                                    |
| 1927-28 Ediția întâi  | The Jazz Singer          | Alfred A. Cohn     | Piesa de teatru The Jazz Singer de Samson Raphaelson, după o poveste proprie: "The Day of Atonement"                    |
| 1928-29 Ediția a doua | The Patriot              | Hanns Kräly        | Traducerea lui Ashley Dukes a piesei de teatru Der Patriot de Alfred Neumann și a poveștii Paul I de Dmitri Merejkovski |
| 1928-29 Ediția a doua | The Cop                  | Elliott J. Clawson | – (original) |
| 1928-29 Ediția a doua | In Old Arizona           | Tom Barry          | Povestea The Caballero's Way de O. Henry                                                                                |
| 1928-29 Ediția a doua | The Last of Mrs. Cheyney | Hanns Kräly        | Piesa de teatru The Last of Mrs. Cheyney de Frederick Lonsdale                                                          |
| 1928-29 Ediția a doua | The Leatherneck          | Elliott J. Clawson | – (original) |
| 1928-29 Ediția a doua | Our Dancing Daughters    | Josephine Lovett   | – (original) |
| 1928-29 Ediția a doua | Sal of Singapore         | Elliott J. Clawson | Povestea The Sentimentalists de Dale Collins                                                                            |
| 1928-29 Ediția a doua | Skyscraper               | Elliott J. Clawson | O poveste de Dudley Murphy                                                                                              |
| 1928-29 Ediția a doua | The Valiant              | Tom Barry          | Piesa de teatru The Valiant de Holworthy Hall & Robert Middlemass                                                       |
| 1928-29 Ediția a doua | A Woman of Affairs       | Bess Meredyth      | Romanul The Green Hat de Michael Arlen                                                                                  |
| 1928-29 Ediția a doua | Wonder of Women          | Bess Meredyth      | Romanul Die Frau des Steffen Tromholt de Hermann Sudermann                                                              |

### Anii 1930
| An                      | Film                         | Nominalizări | Adaptare după                                              |
| ----------------------- | ---------------------------- | --- | ---------------------------------------------------------- |
| 1929-30 Ediția a treia  | The Big House                | Frances Marion                                                                                                  | – (original)                                               |
| 1929-30 Ediția a treia  | Nimic nou pe frontul de vest | Scenariu: George Abbott; Adaptare: Maxwell Anderson & Del Andrews; Dialoguri: Anderson                          | Romanul omonim de Erich Maria Remarque                     |
| 1929-30 Ediția a treia  | Disraeli                     | Julien Josephson                                                                                                | Piesa de teatru omonimă de Louis N. Parker                 |
| 1929-30 Ediția a treia  | The Divorcee                 | John Meehan | Romanul Ex-Wife de Ursula Parrott                          |
| 1929-30 Ediția a treia  | Street of Chance             | Howard Estabrook                                                                                                | O poveste de Oliver H.P. Garrett                           |
| 1930-31 Ediția a patra  | Cimarron                     | Howard Estabrook                                                                                                | Romanul omonim de Edna Ferber                              |
| 1930-31 Ediția a patra  | The Criminal Code            | Seton I. Miller & Fred Niblo Jr.                                                                                | Piesa de teatru de Martin Flavin                           |
| 1930-31 Ediția a patra  | Holiday                      | Horace Jackson                                                                                                  | Piesa de teatru de Philip Barry                            |
| 1930-31 Ediția a patra  | Little Caesar                | Scenariu: Francis Edward Faragoh; Adaptare: Robert N. Lee                                                       | Roman de W. R. Burnett                                     |
| 1930-31 Ediția a patra  | Skippy                       | Joseph L. Mankiewicz & Sam Mintz                                                                                | Benzi desenate de Percy Crosby                             |
| 1931-32 Ediția a cincea | Bad Girl                     | Edwin J. Burke                                                                                                  | Roman și piesă de teatru de Viña Delmar                    |
| 1931-32 Ediția a cincea | Arrowsmith                   | Sidney Howard                                                                                                   | Roman de Sinclair Lewis                                    |
| 1931-32 Ediția a cincea | Dr. Jekyll și Mr. Hyde       | Percy Heath & Samuel Hoffenstein                                                                                | Romanul de Robert Louis Stevenson                          |
| 1932-33 Ediția a șasea  | Little Women                 | Victor Heerman & Sarah Y. Mason                                                                                 | Roman de Louisa May Alcott                                 |
| 1932-33 Ediția a șasea  | Lady for a Day               | Robert Riskin                                                                                                   | Povestea Madame la Gimp de Damon Runyon                    |
| 1932-33 Ediția a șasea  | State Fair                   | Paul Green & Sonya Levien                                                                                       | Roman de Phil Stong                                        |
| 1934 Ediția a șaptea    | It Happened One Night        | Robert Riskin                                                                                                   | Povestea Night Bus de Samuel Hopkins Adams                 |
| 1934 Ediția a șaptea    | The Thin Man                 | Frances Goodrich & Albert Hackett                                                                               | Roman de Dashiell Hammett                                  |
| 1934 Ediția a șaptea    | Viva Villa!                  | Ben Hecht | Carte de Edgecumb Pinchon & O. B. Stade                    |
| 1935 Ediția a opta      | The Informer                 | Dudley Nichols                                                                                                  | Roman de Liam O'Flaherty                                   |
| 1935 Ediția a opta      | The Lives of a Bengal Lancer | Scenariu: Achmed Abdullah, John L. Balderston & Waldemar Young; Adaptare: Grover Jones & William Slavens McNutt | Roman de Francis Yeats-Brown                               |
| 1935 Ediția a opta      | Mutiny on the Bounty         | Jules Furthman, Talbot Jennings & Carey Wilson                                                                  | Roman de James Norman Hall & Charles Nordhoff              |
| 1936 Ediția a noua      | The Story of Louis Pasteur   | Pierre Collings & Sheridan Gibney                                                                               | (original)                                                 |
| 1936 Ediția a noua      | After the Thin Man           | Frances Goodrich & Albert Hackett                                                                               | O poveste de Dashiell Hammett                              |
| 1936 Ediția a noua      | Dodsworth                    | Sidney Howard                                                                                                   | Piesă de teatru de Sidney Howard & roman de Sinclair Lewis |
| 1936 Ediția a noua      | Mr. Deeds Goes to Town       | Robert Riskin                                                                                                   | Povestea Opera Hat de Bud Kelland                          |
| 1936 Ediția a noua      | My Man Godfrey               | Eric S. Hatch & Morrie Ryskind                                                                                  | Povestea 1101 Park Avenue de Hatch                         |
| 1937 Ediția a zecea     | The Life of Emile Zola       | Heinz Herald, Geza Herczeg & Norman Reilly Raine                                                                | Cartea Zola and His Time de Matthew Josephson              |
| 1937 Ediția a zecea     | The Awful Truth              | Viña Delmar | Piesa de teatru de Arthur Richman                          |
| 1937 Ediția a zecea     | Captains Courageous          | Marc Connelly, Dale Van Every & John Lee Mahin                                                                  | Roman de Rudyard Kipling                                   |
| 1937 Ediția a zecea     | Stage Door                   | Morrie Ryskind & Anthony Veiller                                                                                | Piseă de teatru de Edna Ferber & George S. Kaufman         |
| 1937 Ediția a zecea     | A Star Is Born               | Alan Campbell, Robert Carson & Dorothy Parker                                                                   | Poveste de William A. Wellman & Carson                     |
| 1938 Ediția a 11-a      | Pygmalion                    | Scenariu & dialoguri: George Bernard Shaw; Adaptare: Ian Dalrymple, Cecil Arthur Lewis & W. P. Lipscomb         | Piesă de teatru de Shaw                                    |
| 1938 Ediția a 11-a      | Boys Town                    | John Meehan & Dore Schary                                                                                       | Poveste de Schary & Eleanore Griffin                       |
| 1938 Ediția a 11-a      | The Citadel                  | Dalrymple, Elizabeth Hill & Frank Wead                                                                          | Roman de A. J. Cronin                                      |
| 1938 Ediția a 11-a      | Four Daughters               | Lenore Coffee & Julius J. Epstein                                                                               | Nuvela Sister Act de Fannie Hurst                          |
| 1938 Ediția a 11-a      | You Can't Take It with You   | Robert Riskin                                                                                                   | Piesă de teatru de George S. Kaufman & Moss Hart           |
| 1939 Ediția a 12-a      | Gone with the Wind           | Sidney Howard (post mortem)                                                                                     | Roman de Margaret Mitchell                                 |
| 1939 Ediția a 12-a      | Goodbye, Mr. Chips           | Holt Marvell, R. C. Sherriff & Claudine West                                                                    | Roman de James Hilton                                      |
| 1939 Ediția a 12-a      | Mr. Smith Goes to Washington | Sidney Buchman                                                                                                  | Poveste de Lewis R. Foster                                 |
| 1939 Ediția a 12-a      | Ninotchka                    | Charles Brackett, Walter Reisch & Billy Wilder                                                                  | Poveste de Melchior Lengyel                                |
| 1939 Ediția a 12-a      | Wuthering Heights            | Ben Hecht & Charles MacArthur                                                                                   | Roman de Emily Brontë                                      |

### Anii 1940
| An                 | Film                             | Nominalizări                                                      | Adaptare după                                                                                                   |
| ------------------ | -------------------------------- | ----------------------------------------------------------------- | --- |
| 1940 Ediția a 13-a | The Philadelphia Story           | Donald Ogden Stewart                                              | Piesă de teatru de Philip Barry                                                                                 |
| 1940 Ediția a 13-a | The Grapes of Wrath              | Nunnally Johnson                                                  | Roman de John Steinbeck                                                                                         |
| 1940 Ediția a 13-a | Kitty Foyle                      | Dalton Trumbo                                                     | Roman de Christopher Morley                                                                                     |
| 1940 Ediția a 13-a | The Long Voyage Home             | Dudley Nichols                                                    | Nuvelele The Moon of the Caribees, In the Zone, Bound East for Cardiff & The Long Voyage Home de Eugene O'Neill |
| 1940 Ediția a 13-a | Rebecca                          | Joan Harrison & Robert E. Sherwood                                | Roman de Daphne du Maurier                                                                                      |
| 1941 Ediția a 14-a | Here Comes Mr. Jordan            | Sidney Buchman & Seton I. Miller                                  | Piesa de teatru Heaven Can Wait de Harry Segall                                                                 |
| 1941 Ediția a 14-a | Hold Back the Dawn               | Charles Brackett & Billy Wilder                                   | Povestea Memo to a Movie Producer de Ketti Frings                                                               |
| 1941 Ediția a 14-a | How Green Was My Valley          | Philip Dunne                                                      | Roman de Richard Llewellyn                                                                                      |
| 1941 Ediția a 14-a | The Little Foxes                 | Lillian Hellman                                                   | Piesa de teatru de Hellman                                                                                      |
| 1941 Ediția a 14-a | The Maltese Falcon               | John Huston                                                       | Roman de Dashiell Hammett                                                                                       |
| 1942 Ediția a 15-a | Mrs. Miniver                     | George Froeschel, James Hilton, Claudine West & Arthur Wimperis   | Personajul Mrs. Miniver din editorialele scrise de Jan Struther                                                 |
| 1942 Ediția a 15-a | 49th Parallel                    | Rodney Ackland & Emeric Pressburger                               | Poveste de Pressburger                                                                                          |
| 1942 Ediția a 15-a | The Pride of the Yankees         | Herman J. Mankiewicz & Jo Swerling                                | Poveste de Paul Gallico                                                                                         |
| 1942 Ediția a 15-a | Random Harvest                   | Froeschel, West & Wimperis                                        | Roman de Hilton                                                                                                 |
| 1942 Ediția a 15-a | The Talk of the Town             | Sidney Buchman & Irwin Shaw                                       | Poveste de Sidney Harmon                                                                                        |
| 1943 Ediția a 16-a | Casablanca                       | Philip G. Epstein, Julius J. Epstein & Howard Koch                | Piesa de teatru Everybody Comes to Rick's de Joan Alison & Murray Burnett                                       |
| 1943 Ediția a 16-a | Holy Matrimony                   | Nunnally Johnson                                                  | Romanul Buried Alive de Arnold Bennett                                                                          |
| 1943 Ediția a 16-a | The More the Merrier             | Richard Flournoy, Lewis R. Foster, Frank Ross & Robert W. Russell | Poveste de Ross & Russell                                                                                       |
| 1943 Ediția a 16-a | The Song of Bernadette           | George Seaton                                                     | Roman de Franz Werfel                                                                                           |
| 1943 Ediția a 16-a | Watch on the Rhine               | Dashiell Hammett                                                  | Piesa de teatru de Lillian Hellman                                                                              |
| 1944 Ediția a 17-a | Going My Way                     | Frank Butler & Frank Cavett                                       | Poveste de Leo McCarey                                                                                          |
| 1944 Ediția a 17-a | Double Indemnity                 | Raymond Chandler & Billy Wilder                                   | Romanul Double Indemnity in Three of a Kind de James M. Cain                                                    |
| 1944 Ediția a 17-a | Gaslight                         | John L. Balderston, Walter Reisch & John Van Druten               | Piesa de teatru Angel Street de Patrick Hamilton                                                                |
| 1944 Ediția a 17-a | Laura                            | Jay Dratler, Samuel Hoffenstein & Elizabeth Reinhardt             | Roman de Vera Caspary                                                                                           |
| 1944 Ediția a 17-a | Meet Me in St. Louis             | Irving Brecher & Fred F. Finklehoffe                              | Roman de Sally Benson                                                                                           |
| 1945 Ediția a 18-a | The Lost Weekend                 | Charles Brackett & Billy Wilder                                   | Roman de Charles R. Jackson                                                                                     |
| 1945 Ediția a 18-a | G. I. Joe                        | Leopold Atlas, Guy Endore & Philip Stevenson                      | Cărțile Brave Men & Here Is Your War de Ernie Pyle                                                              |
| 1945 Ediția a 18-a | Mildred Pierce                   | Ranald MacDougall                                                 | Roman de James M. Cain                                                                                          |
| 1945 Ediția a 18-a | Pride of the Marines             | Albert Maltz                                                      | Cartea Al Schmid, Marine de Roger Butterfield                                                                   |
| 1945 Ediția a 18-a | A Tree Grows in Brooklyn         | Frank Davis & Tess Slesinger (post mortem)                        | Roman de Betty Smith                                                                                            |
| 1946 Ediția a 19-a | The Best Years of Our Lives      | Robert E. Sherwood                                                | Romanul Glory for Me de MacKinlay Kantor                                                                        |
| 1946 Ediția a 19-a | Anna and the King of Siam        | Sally Benson & Talbot Jennings                                    | Roman de Margaret Landon                                                                                        |
| 1946 Ediția a 19-a | Brief Encounter                  | Anthony Havelock-Allan, David Lean & Ronald Neame                 | Piesa de teatru Still Life de Noël Coward                                                                       |
| 1946 Ediția a 19-a | The Killers                      | Anthony Veiller                                                   | Nuvelă de Ernest Hemingway                                                                                      |
| 1946 Ediția a 19-a | Rome, Open City                  | Sergio Amidei & Federico Fellini                                  | Poveste de Amidei & Alberto Consiglio                                                                           |
| 1947 Ediția a 20-a | Miracle on 34th Street           | George Seaton                                                     | Poveste de Valentine Davies                                                                                     |
| 1947 Ediția a 20-a | Boomerang                        | Richard Murphy                                                    | Articol din Reader's Digest de Anthony Abbot                                                                    |
| 1947 Ediția a 20-a | Crossfire                        | John Paxton                                                       | Romanul The Brick Foxhole de Richard Brooks                                                                     |
| 1947 Ediția a 20-a | Gentleman's Agreement            | Moss Hart                                                         | Roman de Laura Z. Hobson                                                                                        |
| 1947 Ediția a 20-a | Great Expectations               | David Lean, Anthony Havelock-Allan, & Ronald Neame                | Roman de Charles Dickens                                                                                        |
| 1948 Ediția a 21-a | The Treasure of the Sierra Madre | John Huston                                                       | Roman de B. Traven                                                                                              |
| 1948 Ediția a 21-a | A Foreign Affair                 | Charles Brackett, Richard L. Breen & Billy Wilder                 | Poveste de David Shaw                                                                                           |
| 1948 Ediția a 21-a | Johnny Belinda                   | Allen Vincent & Irma von Cube                                     | Piesă de teatru de Elmer Blaney Harris                                                                          |
| 1948 Ediția a 21-a | The Search                       | Richard Schweizer & David Wechsler                                | – (scenariu original)                                                                                           |
| 1948 Ediția a 21-a | The Snake Pit                    | Millen Brand & Frank Partos                                       | Roman de Mary Jane Ward                                                                                         |
| 1949 Ediția a 22-a | A Letter to Three Wives          | Joseph L. Mankiewicz                                              | Romanul Letter to Five Wives de John Klempner                                                                   |
| 1949 Ediția a 22-a | All the King's Men               | Robert Rossen                                                     | Roman de Robert Penn Warren                                                                                     |
| 1949 Ediția a 22-a | The Bicycle Thief                | Cesare Zavattini                                                  | Romanul Bicycle Thief de Luigi Bartolini                                                                        |
| 1949 Ediția a 22-a | Champion                         | Carl Foreman                                                      | Nuvelă de Ring Lardner                                                                                          |
| 1949 Ediția a 22-a | The Fallen Idol                  | Graham Greene                                                     | Nuvelă de Greene                                                                                                |

### Anii 1950
| An                 | Film                            | Nominalizări                                           | Adaptare după                                                                        |
| ------------------ | ------------------------------- | ------------------------------------------------------ | ------------------------------------------------------------------------------------ |
| 1950 Ediția a 23-a | All About Eve                   | Joseph L. Mankiewicz                                   | Nuvela The Wisdom of Eve de Mary Orr                                                 |
| 1950 Ediția a 23-a | The Asphalt Jungle              | John Huston & Ben Maddow                               | Roman de W. R. Burnett                                                               |
| 1950 Ediția a 23-a | Born Yesterday                  | Albert Mannheimer                                      | Piesa de teatru de Garson Kanin                                                      |
| 1950 Ediția a 23-a | Broken Arrow                    | Albert Maltz                                           | Romanul Blood Brother de Elliott Arnold                                              |
| 1950 Ediția a 23-a | Father of the Bride             | Frances Goodrich & Albert Hackett                      | Roman de E. Streeter                                                                 |
| 1951 Ediția a 24-a | A Place in the Sun              | Harry Brown & Michael Wilson                           | Romanul An American Tragedy de Theodore Dreiser & piesa de teatru de Patrick Kearney |
| 1951 Ediția a 24-a | The African Queen               | James Agee & John Huston                               | Roman de C. S. Forester                                                              |
| 1951 Ediția a 24-a | Detective Story                 | Robert Wyler & Philip Yordan                           | Piesă de teatru de Sidney Kingsley                                                   |
| 1951 Ediția a 24-a | La Ronde                        | Jacques Natanson & Max Ophüls                          | Piesă de teatru de Arthur Schnitzler                                                 |
| 1951 Ediția a 24-a | A Streetcar Named Desire        | Tennessee Williams                                     | Piesă de teatru de Williams                                                          |
| 1952 Ediția a 25-a | The Bad and the Beautiful       | Charles Schnee                                         | Povestea Tribute to a Badman de George Bradshaw                                      |
| 1952 Ediția a 25-a | 5 Fingers                       | Michael Wilson                                         | Romanul Operation Cicero de Ludwig Carl Moyzisch                                     |
| 1952 Ediția a 25-a | High Noon                       | Carl Foreman                                           | Povestea The Tin Star de John W. Cunningham                                          |
| 1952 Ediția a 25-a | The Man in the White Suit       | John Dighton, Alexander Mackendrick & Roger MacDougall | Piesă de teatru de MacDougall                                                        |
| 1952 Ediția a 25-a | The Quiet Man                   | Frank Nugent                                           | Povestea Green Rushes de Maurice Walsh                                               |
| 1953 Ediția a 26-a | From Here to Eternity           | Daniel Taradash                                        | Roman de James Jones                                                                 |
| 1953 Ediția a 26-a | The Cruel Sea                   | Eric Ambler                                            | Roman de Nicholas Monsarrat                                                          |
| 1953 Ediția a 26-a | Lili                            | Helen Deutsch                                          | Povestea Love of Seven Dolls de Paul Gallico                                         |
| 1953 Ediția a 26-a | Roman Holiday                   | John Dighton & Ian McLellan Hunter                     | Poveste de Dalton Trumbo (front: Ian McLellan Hunter)                                |
| 1953 Ediția a 26-a | Shane                           | A. B. Guthrie Jr.                                      | Roman de Jack Schaefer                                                               |
| 1954 Ediția a 27-a | The Country Girl                | George Seaton                                          | Roman de Clifford Odets                                                              |
| 1954 Ediția a 27-a | The Caine Mutiny                | Stanley Roberts                                        | Roman de Herman Wouk                                                                 |
| 1954 Ediția a 27-a | Rear Window                     | John Michael Hayes                                     | Povestea It Had to Be Murder de Cornell Woolrich                                     |
| 1954 Ediția a 27-a | Sabrina                         | Ernest Lehman, Samuel A. Taylor & Billy Wilder         | Romanul Sabrina Fair de Taylor                                                       |
| 1954 Ediția a 27-a | Seven Brides for Seven Brothers | Frances Goodrich, Albert Hackett & Dorothy Kingsley    | Povestea The Sobbin' Women de Stephen Vincent Benét                                  |
| 1955 Ediția a 28-a | Marty                           | Paddy Chayefsky                                        | Filmul de televiziune scris de Chayefsky                                             |
| 1955 Ediția a 28-a | Bad Day at Black Rock           | Millard Kaufman                                        | Nuvela Bad Time at Honda de Howard Breslin                                           |
| 1955 Ediția a 28-a | Blackboard Jungle               | Richard Brooks                                         | Roman de Evan Hunter                                                                 |
| 1955 Ediția a 28-a | East of Eden                    | Paul Osborn                                            | Roman de John Steinbeck                                                              |
| 1955 Ediția a 28-a | Love Me or Leave Me             | Daniel Fuchs & Isobel Lennart                          | Poveste de Fuchs                                                                     |
| 1956 Ediția a 29-a | Around the World in 80 Days     | John Farrow, S. J. Perelman & James Poe                | Romanul Around the World in Eighty Days de Jules Verne                               |
| 1956 Ediția a 29-a | Baby Doll                       | Tennessee Williams                                     | Piesele de teatru 27 Wagons Full of Cotton & The Unsatisfactory Supper de Williams   |
| 1956 Ediția a 29-a | Friendly Persuasion             | Michael Wilson                                         | Romanul The Friendly Persuasion de Jessamyn West                                     |
| 1956 Ediția a 29-a | Giant                           | Fred Guiol & Ivan Moffat                               | Roman de Edna Ferber                                                                 |
| 1956 Ediția a 29-a | Lust for Life                   | Norman Corwin                                          | Roman de Irving Stone                                                                |
| 1957 Ediția a 30-a | The Bridge on the River Kwai    | Pierre Boulle, Carl Foreman, & Michael Wilson          | Roman de Boulle                                                                      |
| 1957 Ediția a 30-a | 12 Angry Men                    | Reginald Rose                                          | Scenariu tv de Rose                                                                  |
| 1957 Ediția a 30-a | Heaven Knows, Mr. Allison       | John Huston & John Lee Mahin                           | Roman de Charles Shaw                                                                |
| 1957 Ediția a 30-a | Peyton Place                    | John Michael Hayes                                     | Roman de Grace Metalious                                                             |
| 1957 Ediția a 30-a | Sayonara                        | Paul Osborn                                            | Roman de James A. Michener                                                           |
| 1958 Ediția a 31-a | Gigi                            | Alan Jay Lerner                                        | Nuvelă de Colette                                                                    |
| 1958 Ediția a 31-a | Cat on a Hot Tin Roof           | Richard Brooks & James Poe                             | Piesă de teatru de Tennessee Williams                                                |
| 1958 Ediția a 31-a | The Horse's Mouth               | Alec Guinness                                          | Roman de Joyce Cary                                                                  |
| 1958 Ediția a 31-a | I Want to Live!                 | Nelson Gidding & Don Mankiewicz                        | Articole de Edward S. Montgomery & scrisori de Barbara Graham                        |
| 1958 Ediția a 31-a | Separate Tables                 | John Gay & Terence Rattigan                            | Piesă de teatru de Rattigan                                                          |
| 1959 Ediția a 32-a | Room at the Top                 | Neil Paterson                                          | Roman de John Braine                                                                 |
| 1959 Ediția a 32-a | Anatomy of a Murder             | Wendell Mayes                                          | Roman de John D. Voelker                                                             |
| 1959 Ediția a 32-a | Ben-Hur                         | Karl Tunberg                                           | Roman de Lew Wallace                                                                 |
| 1959 Ediția a 32-a | The Nun's Story                 | Robert Anderson                                        | Roman de Kathryn Hulme                                                               |
| 1959 Ediția a 32-a | Some Like It Hot                | I. A. L. Diamond & Billy Wilder                        | Poveste de M. Logan & Robert Thoeren                                                 |

### Anii 1960
| An                 | Film                                             | Nominalizări                                                        | Adaptare după                                                   |
| ------------------ | ------------------------------------------------ | ------------------------------------------------------------------- | --------------------------------------------------------------- |
| 1960 Ediția a 33-a | Elmer Gantry                                     | Richard Brooks                                                      | Roman de Sinclair Lewis                                         |
| 1960 Ediția a 33-a | Inherit the Wind                                 | Harold Jacob Smith & Nedrick Young                                  | Roman de Jerome Lawrence & Robert E. Lee                        |
| 1960 Ediția a 33-a | Sons and Lovers                                  | T. E. B. Clarke & Gavin Lambert                                     | Roman de D. H. Lawrence                                         |
| 1960 Ediția a 33-a | The Sundowners                                   | Isobel Lennart                                                      | Roman de Jon Cleary                                             |
| 1960 Ediția a 33-a | Tunes of Glory                                   | James Kennaway                                                      | Roman de Kennaway                                               |
| 1961 Ediția a 34-a | Judgment at Nuremberg                            | Abby Mann                                                           | Scenariu tv de Mann                                             |
| 1961 Ediția a 34-a | Breakfast at Tiffany's                           | George Axelrod                                                      | Nuvelă de Truman Capote                                         |
| 1961 Ediția a 34-a | The Guns of Navarone                             | Carl Foreman                                                        | Roman de Alistair MacLean                                       |
| 1961 Ediția a 34-a | The Hustler                                      | Sidney Carroll & Robert Rossen                                      | Roman de Walter Tevis                                           |
| 1961 Ediția a 34-a | West Side Story                                  | Ernest Lehman                                                       | Piesă de teatru de Arthur Laurents                              |
| 1962 Ediția a 35-a | To Kill a Mockingbird                            | Horton Foote                                                        | Roman de Harper Lee                                             |
| 1962 Ediția a 35-a | David and Lisa                                   | Eleanor Perry                                                       | Povestea Lisa and David de Theodore Isaac Rubin                 |
| 1962 Ediția a 35-a | Lawrence of Arabia                               | Robert Bolt & Michael Wilson                                        | Scrierile lui T. E. Lawrence                                    |
| 1962 Ediția a 35-a | Lolita                                           | Vladimir Nabokov                                                    | Roman de Nabokov                                                |
| 1962 Ediția a 35-a | The Miracle Worker                               | William Gibson                                                      | Piesă de teatru de Gibson                                       |
| 1963 Ediția a 36-a | Tom Jones                                        | John Osborne                                                        | Romanul The History of Tom Jones, a Foundling de Henry Fielding |
| 1963 Ediția a 36-a | Captain Newman, M.D.                             | Richard L. Breen, Henry & Phoebe Ephron                             | Roman de Leo Rosten                                             |
| 1963 Ediția a 36-a | Hud                                              | Harriet Frank Jr. & Irving Ravetch                                  | Romanul Horseman, Pass By de Larry McMurtry                     |
| 1963 Ediția a 36-a | Lilies of the Field                              | James Poe                                                           | Roman de William Edmund Barrett                                 |
| 1963 Ediția a 36-a | Sundays and Cybele                               | Scenariu: Serge Bourguignon & Antoine Tudal; Dialoguri: Bourguignon | Romanul Les Dimanches de Ville d'Avray de Bernard Eschassériaux |
| 1964 Ediția a 37-a | Becket                                           | Edward Anhalt                                                       | Piesă de teatru de Jean Anouilh                                 |
| 1964 Ediția a 37-a | Dr. Strangelove                                  | Stanley Kubrick, Peter George & Terry Southern                      | Romanul Red Alert de George                                     |
| 1964 Ediția a 37-a | Mary Poppins                                     | Don DaGradi & Bill Walsh                                            | Seria de cărți de P. L. Travers                                 |
| 1964 Ediția a 37-a | My Fair Lady                                     | Alan Jay Lerner                                                     | Musicall de Lerner                                              |
| 1964 Ediția a 37-a | Zorba the Greek                                  | Michael Cacoyannis                                                  | Romanul The Life of Alexis Zorba de Nikos Kazantzakis           |
| 1965 Ediția a 38-a | Doctor Zhivago                                   | Robert Bolt                                                         | Roman de Boris Pasternak                                        |
| 1965 Ediția a 38-a | Cat Ballou                                       | Walter Newman & Frank Pierson                                       | Romanul The Ballad of Cat Ballou de Roy Chanslor                |
| 1965 Ediția a 38-a | The Collector                                    | John Kohn & Stanley Mann                                            | Roman de John Fowles                                            |
| 1965 Ediția a 38-a | Ship of Fools                                    | Abby Mann                                                           | Roman de Katherine Anne Porter                                  |
| 1965 Ediția a 38-a | A Thousand Clowns                                | Herb Gardner                                                        | Piesă de teatru de Gardner                                      |
| 1966 Ediția a 39-a | A Man for All Seasons                            | Robert Bolt                                                         | Piesă de teatru de Bolt                                         |
| 1966 Ediția a 39-a | Alfie                                            | Bill Naughton                                                       | Piesă de teatru de Naughton                                     |
| 1966 Ediția a 39-a | The Professionals                                | Richard Brooks                                                      | Romanul A Mule for the Marquesa de Frank O'Rourke               |
| 1966 Ediția a 39-a | The Russians Are Coming, the Russians Are Coming | William Rose                                                        | Romanul Off-Islanders de Nathaniel Benchley                     |
| 1966 Ediția a 39-a | Who's Afraid of Virginia Woolf?                  | Ernest Lehman                                                       | Piesă de teatru de Edward Albee                                 |
| 1967 Ediția a 40-a | In the Heat of the Night                         | Stirling Silliphant                                                 | Roman de John Ball                                              |
| 1967 Ediția a 40-a | Cool Hand Luke                                   | Donn Pearce & Frank Pierson                                         | Roman de Pearce                                                 |
| 1967 Ediția a 40-a | The Graduate                                     | Buck Henry & Calder Willingham                                      | Roman de Charles Webb                                           |
| 1967 Ediția a 40-a | In Cold Blood                                    | Richard Brooks                                                      | Roman de Truman Capote                                          |
| 1967 Ediția a 40-a | Ulysses                                          | Fred Haines & Joseph Strick                                         | Roman de James Joyce                                            |
| 1968 Ediția a 41-a | The Lion in Winter                               | James Goldman                                                       | Piesă de teatru de Goldman                                      |
| 1968 Ediția a 41-a | The Odd Couple                                   | Neil Simon                                                          | Piesă de teatru de Simon                                        |
| 1968 Ediția a 41-a | Oliver!                                          | Vernon Harris                                                       | Musical de Lionel Bart                                          |
| 1968 Ediția a 41-a | Rachel, Rachel                                   | Stewart Stern                                                       | Romanul A Jest of God de Margaret Laurence                      |
| 1968 Ediția a 41-a | Rosemary's Baby                                  | Roman Polanski                                                      | Roman de Ira Levin                                              |
| 1969 Ediția a 42-a | Midnight Cowboy                                  | Waldo Salt                                                          | Roman de James Leo Herlihy                                      |
| 1969 Ediția a 42-a | Anne of the Thousand Days                        | Scenariu: Bridget Boland & John Hale; Adaptare: Richard Sokolove    | Piesă de teatru de Maxwell Anderson                             |
| 1969 Ediția a 42-a | Goodbye, Columbus                                | Arnold Schulman                                                     | Roman de Philip Roth                                            |
| 1969 Ediția a 42-a | They Shoot Horses, Don't They?                   | James Poe & Robert E. Thompson                                      | Roman de Horace McCoy                                           |
| 1969 Ediția a 42-a | Z                                                | Costa-Gavras & Jorge Semprún                                        | Roman de Vassilis Vassilikos                                    |

### Anii 1970
| An                 | Film                                | Nominalizări                                                  | Adaptare după                                                                                                |
| ------------------ | ----------------------------------- | ------------------------------------------------------------- | --- |
| 1970 Ediția a 43-a | M*A*S*H                             | Ring Lardner Jr.                                              | Romanul MASH: A Novel About Three Army Doctors de Richard Hooker                                             |
| 1970 Ediția a 43-a | Airport                             | George Seaton                                                 | Roman de Arthur Hailey                                                                                       |
| 1970 Ediția a 43-a | I Never Sang for My Father          | Robert Anderson                                               | Piesă de teatru de Anderson                                                                                  |
| 1970 Ediția a 43-a | Lovers and Other Strangers          | Joseph Bologna, David Zelag Goodman & Renée Taylor            | Piesă de teatru de Bologna & Taylor                                                                          |
| 1970 Ediția a 43-a | Women in Love                       | Larry Kramer                                                  | Roman de D. H. Lawrence                                                                                      |
| 1971 Ediția a 44-a | The French Connection               | Ernest Tidyman                                                | Cartea The French Connection: A True Account of Cops, Narcotics, and International Conspiracy de Robin Moore |
| 1971 Ediția a 44-a | A Clockwork Orange                  | Stanley Kubrick                                               | Roman de Anthony Burgess                                                                                     |
| 1971 Ediția a 44-a | The Conformist                      | Bernardo Bertolucci                                           | Romanul Il Conformista de Alberto Moravia                                                                    |
| 1971 Ediția a 44-a | The Garden of the Finzi-Continis    | Vittorio Bonicelli & Ugo Pirro                                | Roman de Giorgio Bassani                                                                                     |
| 1971 Ediția a 44-a | The Last Picture Show               | Peter Bogdanovich & Larry McMurtry                            | Roman de McMurtry                                                                                            |
| 1972 Ediția a 45-a | The Godfather                       | Francis Ford Coppola & Mario Puzo                             | Roman de Puzo                                                                                                |
| 1972 Ediția a 45-a | Cabaret                             | Jay Presson Allen                                             | Musical de Joe Masteroff                                                                                     |
| 1972 Ediția a 45-a | The Emigrants                       | Bengt Forslund & Jan Troell                                   | Romanele The Emigrants & Unto a Good Land de Vilhelm Moberg                                                  |
| 1972 Ediția a 45-a | Pete 'n' Tillie                     | Julius J. Epstein                                             | Povestea Witch's Milk de Peter De Vries                                                                      |
| 1972 Ediția a 45-a | Sounder                             | Lonne Elder III                                               | Roman de William H. Armstrong                                                                                |
| 1973 Ediția a 46-a | The Exorcist                        | William Peter Blatty                                          | Roman de Blatty                                                                                              |
| 1973 Ediția a 46-a | The Last Detail                     | Robert Towne                                                  | Roman de Darryl Ponicsan                                                                                     |
| 1973 Ediția a 46-a | The Paper Chase                     | James Bridges                                                 | Roman de John Jay Osborn Jr.                                                                                 |
| 1973 Ediția a 46-a | Paper Moon                          | Alvin Sargent                                                 | Romanul Addie Pray de Joe David Brown                                                                        |
| 1973 Ediția a 46-a | Serpico                             | Waldo Salt & Norman Wexler                                    | Carte de Peter Maas                                                                                          |
| 1974 Ediția a 47-a | The Godfather Part II               | Francis Ford Coppola & Mario Puzo                             | Romanul The Godfather de Puzo                                                                                |
| 1974 Ediția a 47-a | The Apprenticeship of Duddy Kravitz | Scenariu: Mordecai Richler; Adaptare: Lionel Chetwynd         | Roman de Richler                                                                                             |
| 1974 Ediția a 47-a | Lenny                               | Julian Barry                                                  | Piesă de teatru de Barry                                                                                     |
| 1974 Ediția a 47-a | Murder on the Orient Express        | Paul Dehn                                                     | Roman de Agatha Christie                                                                                     |
| 1974 Ediția a 47-a | Young Frankenstein                  | Mel Brooks & Gene Wilder                                      | Romanul Frankenstein de Mary Shelley                                                                         |
| 1975 Ediția a 48-a | One Flew Over the Cuckoo's Nest     | Bo Goldman & Lawrence Hauben                                  | Roman de Ken Kesey                                                                                           |
| 1975 Ediția a 48-a | Barry Lyndon                        | Stanley Kubrick                                               | Romanul The Memoirs of Barry Lyndon, Esq. de William Makepeace Thackeray                                     |
| 1975 Ediția a 48-a | The Man Who Would Be King           | Gladys Hill & John Huston                                     | Poveste de Rudyard Kipling                                                                                   |
| 1975 Ediția a 48-a | Profumo di donna                    | Ruggero Maccari & Dino Risi                                   | Romanul Il buio e il mare de Giovanni Arpino                                                                 |
| 1975 Ediția a 48-a | The Sunshine Boys                   | Neil Simon                                                    | Piesă de teatru de Simon                                                                                     |
| 1976 Ediția a 49-a | All the President's Men             | William Goldman                                               | Carte de Carl Bernstein & Bob Woodward                                                                       |
| 1976 Ediția a 49-a | Bound for Glory                     | Robert Getchell                                               | Carte de Woody Guthrie                                                                                       |
| 1976 Ediția a 49-a | Fellini's Casanova                  | Federico Fellini & Bernardino Zapponi                         | Autobiografia Histoire de ma vie de Giacomo Casanova                                                         |
| 1976 Ediția a 49-a | The Seven-Per-Cent Solution         | Nicholas Meyer                                                | Roman de Meyer                                                                                               |
| 1976 Ediția a 49-a | Voyage of the Damned                | David Butler & Steve Shagan                                   | Carte de Gordon Thomas & Max Morgan-Witts                                                                    |
| 1977 Ediția a 50-a | Julia                               | Alvin Sargent                                                 | Romanul Pentimento de Lillian Hellman                                                                        |
| 1977 Ediția a 50-a | Equus                               | Peter Shaffer                                                 | Piesă de teatru de Shaffer                                                                                   |
| 1977 Ediția a 50-a | I Never Promised You a Rose Garden  | Lewis John Carlino & Gavin Lambert                            | Roman de Joanne Greenberg                                                                                    |
| 1977 Ediția a 50-a | Oh, God!                            | Larry Gelbart                                                 | Roman de Avery Corman                                                                                        |
| 1977 Ediția a 50-a | That Obscure Object of Desire       | Scenariul: Luis Buñuel; Colaborare: Jean-Claude Carrière      | Romanul The Woman and the Puppet de Pierre Louÿs                                                             |
| 1978 Ediția a 51-a | Midnight Express                    | Oliver Stone                                                  | Carte de Billy Hayes & William Hoffer                                                                        |
| 1978 Ediția a 51-a | Bloodbrothers                       | Walter Newman                                                 | Roman de Richard Price                                                                                       |
| 1978 Ediția a 51-a | California Suite                    | Neil Simon                                                    | Piesă de teatru de Simon                                                                                     |
| 1978 Ediția a 51-a | Heaven Can Wait                     | Warren Beatty & Elaine May                                    | Piesă de teatru de Harry Segall                                                                              |
| 1978 Ediția a 51-a | Same Time, Next Year                | Bernard Slade                                                 | Piesă de teatru de Slade                                                                                     |
| 1979 Ediția a 52-a | Kramer vs. Kramer                   | Robert Benton                                                 | Roman de Avery Corman                                                                                        |
| 1979 Ediția a 52-a | Apocalypse Now                      | Francis Ford Coppola & John Milius                            | Romanul Heart of Darkness de Joseph Conrad                                                                   |
| 1979 Ediția a 52-a | La Cage aux Folles                  | Marcello Danon, Édouard Molinaro, Jean Poiret & Francis Veber | Piesă de teatru de Poiret                                                                                    |
| 1979 Ediția a 52-a | A Little Romance                    | Allan Burns                                                   | Romanul E=MC2 Mon Amour de Patrick Cauvin                                                                    |
| 1979 Ediția a 52-a | Norma Rae                           | Harriet Frank Jr. & Irving Ravetch                            | Cartea Crystal Lee, a Woman of Inheritance de Hank Leiferman                                                 |

### Anii 1980
| An                 | Film                                              | Nominalizări                                                      | Adaptare după |
| ------------------ | ------------------------------------------------- | ----------------------------------------------------------------- | --- |
| 1980 Ediția a 53-a | Ordinary People                                   | Alvin Sargent                                                     | Roman de Judith Guest |
| 1980 Ediția a 53-a | Breaker Morant                                    | Bruce Beresford, Jonathan Hardy & David Stevens                   | Piesă de teatru de Kenneth G. Ross |
| 1980 Ediția a 53-a | Coal Miner's Daughter                             | Thomas Rickman                                                    | Carte de Loretta Lynn & George Vecsey |
| 1980 Ediția a 53-a | The Elephant Man                                  | Eric Bergren, Christopher De Vore & David Lynch                   | Cărțile The Elephant Man and Other Reminiscences de Sir Frederick Treves & The Elephant Man: A Study in Human Dignity de Ashley Montagu       |
| 1980 Ediția a 53-a | The Stunt Man                                     | Scenariu: Lawrence B. Marcus; Adaptare: Richard Rush              | Roman de Paul Brodeur |
| 1981 Ediția a 54-a | On Golden Pond                                    | Ernest Thompson                                                   | Piesă de teatru de Thompson |
| 1981 Ediția a 54-a | The French Lieutenant's Woman                     | Harold Pinter                                                     | Roman de John Fowles |
| 1981 Ediția a 54-a | Pennies from Heaven                               | Dennis Potter                                                     | Miniserie tv scrisă de Potter |
| 1981 Ediția a 54-a | Prince of the City                                | Jay Presson Allen & Sidney Lumet                                  | Cartea Prince of the City: The True Story of a Cop Who Knew Too Much de Robert Daley                                                          |
| 1981 Ediția a 54-a | Ragtime                                           | Michael Weller                                                    | Roman de E. L. Doctorow |
| 1982 Ediția a 55-a | Missing                                           | Costa-Gavras & Donald E. Stewart                                  | Cartea The Execution of Charles Horman: An American Sacrifice de Thomas Hauser                                                                |
| 1982 Ediția a 55-a | Das Boot                                          | Wolfgang Petersen                                                 | Roman de Lothar-Günther Buchheim |
| 1982 Ediția a 55-a | Sophie's Choice                                   | Alan J. Pakula                                                    | Roman de William Styron |
| 1982 Ediția a 55-a | The Verdict                                       | David Mamet                                                       | Roman de Barry Reed |
| 1982 Ediția a 55-a | Victor/Victoria                                   | Blake Edwards                                                     | Filmul Viktor und Viktoria de Reinhold Schünzel                                                                                               |
| 1983 Ediția a 56-a | Terms of Endearment                               | James L. Brooks                                                   | Roman de Larry McMurtry |
| 1983 Ediția a 56-a | Betrayal                                          | Harold Pinter                                                     | Piesă de teatru de Pinter |
| 1983 Ediția a 56-a | The Dresser                                       | Ronald Harwood                                                    | Piesă de teatru de Harwood |
| 1983 Ediția a 56-a | Educating Rita                                    | Willy Russell                                                     | Piesă de teatru de Russell |
| 1983 Ediția a 56-a | Reuben, Reuben                                    | Julius J. Epstein                                                 | Piesă de teatru de Herman Shumlin |
| 1984 Ediția a 57-a | Amadeus                                           | Peter Shaffer                                                     | Piesă de teatru de Shaffer |
| 1984 Ediția a 57-a | Greystoke: The Legend of Tarzan, Lord of the Apes | Michael Austin & Robert Towne                                     | Roman de Edgar Rice Burroughs |
| 1984 Ediția a 57-a | The Killing Fields                                | Bruce Robinson                                                    | Articolul The Death and Life of Dith Pran de Sydney Schanberg                                                                                 |
| 1984 Ediția a 57-a | A Passage to India                                | David Lean                                                        | Roman de E. M. Forster |
| 1984 Ediția a 57-a | A Soldier's Story                                 | Charles Fuller                                                    | Piesă de teatru de Fuller |
| 1985 Ediția a 58-a | Out of Africa                                     | Kurt Luedtke                                                      | Memoriile scrise de Karen Blixen & cărțile Silence Will Speak de Errol Trzebinski & Isak Dinesen: The Life of a Storyteller de Judith Thurman |
| 1985 Ediția a 58-a | The Color Purple                                  | Menno Meyjes                                                      | Roman de Alice Walker |
| 1985 Ediția a 58-a | Kiss of the Spider Woman                          | Leonard Schrader                                                  | Roman de Manuel Puig |
| 1985 Ediția a 58-a | Prizzi's Honor                                    | Richard Condon & Janet Roach                                      | Roman de Condon |
| 1985 Ediția a 58-a | The Trip to Bountiful                             | Horton Foote                                                      | Piesă de teatru de Foote |
| 1986 Ediția a 59-a | A Room with a View                                | Ruth Prawer Jhabvala                                              | Roman de E. M. Forster |
| 1986 Ediția a 59-a | Children of a Lesser God                          | Hesper Anderson & Mark Medoff                                     | Piesă de teatru de Medoff |
| 1986 Ediția a 59-a | The Color of Money                                | Richard Price                                                     | Roman de Walter Tevis |
| 1986 Ediția a 59-a | Crimes of the Heart                               | Beth Henley                                                       | Piesă de teatru de Henley |
| 1986 Ediția a 59-a | Stand by Me                                       | Bruce A. Evans & Raynold Gideon                                   | Nuvelă de Stephen King |
| 1987 Ediția a 60-a | The Last Emperor                                  | Bernardo Bertolucci & Mark Peploe                                 | Autobiografia From Emperor to Citizen: The Autobiography of Aisin-Gioro Pu Yi de Puyi                                                         |
| 1987 Ediția a 60-a | The Dead                                          | Tony Huston                                                       | Nuvelă de James Joyce |
| 1987 Ediția a 60-a | Fatal Attraction                                  | James Dearden                                                     | Scenariul filmului tv Diversion de Dearden |
| 1987 Ediția a 60-a | Full Metal Jacket                                 | Gustav Hasford, Michael Herr & Stanley Kubrick                    | Roman de Hasford |
| 1987 Ediția a 60-a | My Life as a Dog                                  | Per Berglund, Brasse Brännström, Lasse Hallström & Reidar Jönsson | Roman de Jönsson |
| 1988 Ediția a 61-a | Dangerous Liaisons                                | Christopher Hampton                                               | Piesă de teatru de Hampton & roman de Pierre Choderlos de Laclos                                                                              |
| 1988 Ediția a 61-a | The Accidental Tourist                            | Frank Galati & Lawrence Kasdan                                    | Roman de Anne Tyler |
| 1988 Ediția a 61-a | Gorillas in the Mist                              | Scenariu: Anna Hamilton Phelan; Poveste: Tab Murphy & Phelon      | Articol de Harold Hayes |
| 1988 Ediția a 61-a | Little Dorrit                                     | Christine Edzard                                                  | Roman de Charles Dickens |
| 1988 Ediția a 61-a | The Unbearable Lightness of Being                 | Jean-Claude Carrière & Philip Kaufman                             | Roman de Milan Kundera |
| 1989 Ediția a 62-a | Driving Miss Daisy                                | Alfred Uhry                                                       | Piesă de teatru de Uhry |
| 1989 Ediția a 62-a | Born on the Fourth of July                        | Ron Kovic & Oliver Stone                                          | Carte de Kovic |
| 1989 Ediția a 62-a | Enemies, A Love Story                             | Paul Mazursky & Roger L. Simon                                    | Roman de Isaac Bashevis Singer |
| 1989 Ediția a 62-a | Field of Dreams                                   | Phil Alden Robinson                                               | Roman de W. P. Kinsella |
| 1989 Ediția a 62-a | My Left Foot                                      | Shane Connaughton & Jim Sheridan                                  | Carte de Christy Brown |

### Anii 1990
| An                 | Film                       | Nominalizări | Adaptare după                                                                                                |
| ------------------ | -------------------------- | --- | --- |
| 1990 Ediția a 63-a | Dances with Wolves         | Michael Blake | Roman de Blake                                                                                               |
| 1990 Ediția a 63-a | Awakenings                 | Steven Zaillian | Carte de Oliver Sacks                                                                                        |
| 1990 Ediția a 63-a | Goodfellas                 | Nicholas Pileggi & Martin Scorsese                                                                                              | Carte de Pileggi                                                                                             |
| 1990 Ediția a 63-a | The Grifters               | Donald E. Westlake | Roman de Jim Thompson                                                                                        |
| 1990 Ediția a 63-a | Reversal of Fortune        | Nicholas Kazan | Carte de Alan Dershowitz                                                                                     |
| 1991 Ediția a 64-a | The Silence of the Lambs   | Ted Tally | Roman de Thomas Harris                                                                                       |
| 1991 Ediția a 64-a | Europa Europa              | Agnieszka Holland | Cartea I Was Hitler Youth Salomon de Solomon Perel                                                           |
| 1991 Ediția a 64-a | Fried Green Tomatoes       | Fannie Flagg & Carol Sobieski (post mortem)                                                                                     | Roman de Flagg                                                                                               |
| 1991 Ediția a 64-a | JFK                        | Zachary Sklar & Oliver Stone | Cărțile Crossfire: The Plot That Killed Kennedy de Jim Marrs & On the Trail of the Assassins de Jim Garrison |
| 1991 Ediția a 64-a | The Prince of Tides        | Pat Conroy & Becky Johnston | Roman de Conroy                                                                                              |
| 1992 Ediția a 65-a | Howards End                | Ruth Prawer Jhabvala | Roman de E. M. Forster                                                                                       |
| 1992 Ediția a 65-a | Enchanted April            | Peter Barnes | Roman de Elizabeth von Arnim                                                                                 |
| 1992 Ediția a 65-a | The Player                 | Michael Tolkin | Roman de Tolkin                                                                                              |
| 1992 Ediția a 65-a | A River Runs Through It    | Richard Friedenberg | Nuvelă de Norman Maclean                                                                                     |
| 1992 Ediția a 65-a | Scent of a Woman           | Bo Goldman | Romanul Il Buio E Il Miele de Giovanni Arpino & filmul Profumo di Donna de Ruggero Maccari & Dino Risi       |
| 1993 Ediția a 66-a | Schindler's List           | Steven Zaillian | Roman de Thomas Keneally                                                                                     |
| 1993 Ediția a 66-a | The Age of Innocence       | Jay Cocks & Martin Scorsese | Roman de Edith Wharton                                                                                       |
| 1993 Ediția a 66-a | In the Name of the Father  | Terry George & Jim Sheridan | Carte de Gerry Conlon                                                                                        |
| 1993 Ediția a 66-a | The Remains of the Day     | Ruth Prawer Jhabvala | Roman de Kazuo Ishiguro                                                                                      |
| 1993 Ediția a 66-a | Shadowlands                | William Nicholson | Piesă de teatru de Nicholson                                                                                 |
| 1994 Ediția a 67-a | Forrest Gump               | Eric Roth | Roman de Winston Groom                                                                                       |
| 1994 Ediția a 67-a | The Madness of King George | Alan Bennett | Piesă de teatru de Bennett                                                                                   |
| 1994 Ediția a 67-a | Nobody's Fool              | Robert Benton | Roman de Richard Russo                                                                                       |
| 1994 Ediția a 67-a | Quiz Show                  | Paul Attanasio | Carte de Richard N. Goodwin                                                                                  |
| 1994 Ediția a 67-a | The Shawshank Redemption   | Frank Darabont | Nuvela Rita Hayworth and Shawshank Redemption de Stephen King                                                |
| 1995 Ediția a 68-a | Sense and Sensibility      | Emma Thompson | Roman de Jane Austen                                                                                         |
| 1995 Ediția a 68-a | Apollo 13                  | William Broyles Jr. & Al Reinert                                                                                                | Carte de Jeffrey Kluger & Jim Lovell                                                                         |
| 1995 Ediția a 68-a | Babe                       | George Miller & Chris Noonan | Roman de Dick King-Smith                                                                                     |
| 1995 Ediția a 68-a | Leaving Las Vegas          | Mike Figgis | Roman de John O'Brien                                                                                        |
| 1995 Ediția a 68-a | Il Postino: The Postman    | Scenariu: Anna Pavignano, Michael Radford, Furio & Giacomo Scarpelli & Massimo Troisi (post mortem); Poveste: F. & G. Scarpelli | Roman de Antonio Skármeta                                                                                    |
| 1996 Ediția a 69-a | Sling Blade                | Billy Bob Thornton | Scurt-metrajul Some Folks Call It a Sling Bladescris de Thornton                                             |
| 1996 Ediția a 69-a | The Crucible               | Arthur Miller | Piesă de teatru de Miller                                                                                    |
| 1996 Ediția a 69-a | The English Patient        | Anthony Minghella | Roman de Michael Ondaatje                                                                                    |
| 1996 Ediția a 69-a | Hamlet                     | Kenneth Branagh | Piesă de teatru de William Shakespeare                                                                       |
| 1996 Ediția a 69-a | Trainspotting              | John Hodge | Roman de Irvine Welsh                                                                                        |
| 1997 Ediția a 70-a | L.A. Confidential          | Curtis Hanson & Brian Helgeland                                                                                                 | Roman de James Ellroy                                                                                        |
| 1997 Ediția a 70-a | Donnie Brasco              | Paul Attanasio | Cartea Donnie Brasco: My Undercover Life in the Mafia de Joseph D. Pistone & Richard Woodley                 |
| 1997 Ediția a 70-a | The Sweet Hereafter        | Atom Egoyan | Roman de Russell Banks                                                                                       |
| 1997 Ediția a 70-a | Wag the Dog                | Hilary Henkin & David Mamet | Roman de Larry Beinhart                                                                                      |
| 1997 Ediția a 70-a | The Wings of the Dove      | Hossein Amini | Roman de Henry James                                                                                         |
| 1998 Ediția a 71-a | Gods and Monsters          | Bill Condon | Roman de Christopher Bram                                                                                    |
| 1998 Ediția a 71-a | Out of Sight               | Scott Frank | Roman de Elmore Leonard                                                                                      |
| 1998 Ediția a 71-a | Primary Colors             | Elaine May | Roman de Joe Klein                                                                                           |
| 1998 Ediția a 71-a | A Simple Plan              | Scott Smith | Roman de Smith                                                                                               |
| 1998 Ediția a 71-a | The Thin Red Line          | Terrence Malick | Roman de James Jones                                                                                         |
| 1999 Ediția a 72-a | The Cider House Rules      | John Irving | Roman de Irving                                                                                              |
| 1999 Ediția a 72-a | Election                   | Alexander Payne & Jim Taylor | Roman de Tom Perrotta                                                                                        |
| 1999 Ediția a 72-a | The Green Mile             | Frank Darabont | Roman de Stephen King                                                                                        |
| 1999 Ediția a 72-a | The Insider                | Michael Mann & Eric Roth | Articol de Marie Brenner                                                                                     |
| 1999 Ediția a 72-a | The Talented Mr. Ripley    | Anthony Minghella | Roman de Patricia Highsmith                                                                                  |

### Anii 2000
| An                 | Film                                              | Nominalizări | Adaptare după                                                                                    |
| ------------------ | ------------------------------------------------- | --- | ------------------------------------------------------------------------------------------------ |
| 2000 Ediția a 73-a | Traffic                                           | Stephen Gaghan | Filmul tv Traffik de Simon Moore                                                                 |
| 2000 Ediția a 73-a | Chocolat                                          | Robert Nelson Jacobs | Roman de Joanne Harris                                                                           |
| 2000 Ediția a 73-a | Crouching Tiger, Hidden Dragon                    | Wang Hui-ling, James Schamus & Kuo Jung Tsai                                                                                | Roman de Wang Dulu                                                                               |
| 2000 Ediția a 73-a | O Brother, Where Art Thou?                        | Joel și Ethan Coen | Poemul epic Odiseea de Homer                                                                     |
| 2000 Ediția a 73-a | Wonder Boys                                       | Steve Kloves | Carte de Michael Chabon                                                                          |
| 2001 Ediția a 74-a | A Beautiful Mind                                  | Akiva Goldsman | Carte de Sylvia Nasar                                                                            |
| 2001 Ediția a 74-a | Ghost World                                       | Daniel Clowes & Terry Zwigoff                                                                                               | Roman grafic de Clowes                                                                           |
| 2001 Ediția a 74-a | In the Bedroom                                    | Rob Festinger & Todd Field                                                                                                  | Nuvela Killings de Andre Dubus                                                                   |
| 2001 Ediția a 74-a | The Lord of the Rings: The Fellowship of the Ring | Philippa Boyens, Peter Jackson & Fran Walsh                                                                                 | Roman de J. R. R. Tolkien                                                                        |
| 2001 Ediția a 74-a | Shrek                                             | Ted Elliott, Roger S. H. Schulman, Joe Stillman & Terry Rossio                                                              | Carte de William Steig                                                                           |
| 2002 Ediția a 75-a | The Pianist                                       | Ronald Harwood | Memoriile lui Władysław Szpilman                                                                 |
| 2002 Ediția a 75-a | About a Boy                                       | Peter Hedges, Chris & Paul Weitz                                                                                            | Roman de Nick Hornby                                                                             |
| 2002 Ediția a 75-a | Adaptation                                        | Charlie & Donald Kaufman | Carte de Susan Orlean                                                                            |
| 2002 Ediția a 75-a | Chicago                                           | Bill Condon | Musical de Fred Ebb & Bob Fosse                                                                  |
| 2002 Ediția a 75-a | The Hours                                         | David Hare | Roman de Michael Cunningham                                                                      |
| 2003 Ediția a 76-a | The Lord of the Rings: The Return of the King     | Philippa Boyens, Peter Jackson & Fran Walsh                                                                                 | Roman de J. R. R. Tolkien                                                                        |
| 2003 Ediția a 76-a | American Splendor                                 | Shari Springer Berman & Robert Pulcini                                                                                      | Benzi desenate de Harvey Pekar & Our Cancer Year de Pekar & Joyce Brabner                        |
| 2003 Ediția a 76-a | City of God                                       | Bráulio Mantovani | Roman de Paulo Lins                                                                              |
| 2003 Ediția a 76-a | Mystic River                                      | Brian Helgeland | Roman de Dennis Lehane                                                                           |
| 2003 Ediția a 76-a | Seabiscuit                                        | Gary Ross | Carte de Laura Hillenbrand                                                                       |
| 2004 Ediția a 77-a | Sideways                                          | Alexander Payne & Jim Taylor                                                                                                | Roman de Rex Pickett                                                                             |
| 2004 Ediția a 77-a | Before Sunset                                     | Scenariu: Julie Delpy, Ethan Hawke & Richard Linklater; Poveste: Kim Krizan & Linklater                                     | Personajele din filmul Before Sunrise de Krizan & Linklater                                      |
| 2004 Ediția a 77-a | Finding Neverland                                 | David Magee | Piesa de teatru The Man Who Was Peter Pan de Allan Knee                                          |
| 2004 Ediția a 77-a | Million Dollar Baby                               | Paul Haggis | Cartea Rope Burns: Stories from the Corner de F.X. Toole                                         |
| 2004 Ediția a 77-a | The Motorcycle Diaries                            | José Rivera | Cărțile Con el Che por America Latina de Alberto Granado & The Motorcycle Diaries de Che Guevara |
| 2005 Ediția a 78-a | Brokeback Mountain                                | Larry McMurtry & Diana Ossana                                                                                               | Nuvelă de Annie Proulx                                                                           |
| 2005 Ediția a 78-a | Capote                                            | Dan Futterman | Carte de Gerald Clarke                                                                           |
| 2005 Ediția a 78-a | The Constant Gardener                             | Jeffrey Caine | Roman de John le Carré                                                                           |
| 2005 Ediția a 78-a | A History of Violence                             | Josh Olson | Roman grafic de Vince Locke & John Wagner                                                        |
| 2005 Ediția a 78-a | Munich                                            | Tony Kushner & Eric Roth | Cartea Vengeance de George Jonas                                                                 |
| 2006 Ediția a 79-a | The Departed                                      | William Monahan | Filmul Infernal Affairs scris de Felix Chong & Alan Mak                                          |
| 2006 Ediția a 79-a | Borat                                             | Scenariu: Sacha Baron Cohen, Peter Baynham, Anthony Hines & Dan Mazer; Poveste: Baron Cohen, Baynham, Hines & Todd Phillips | Personajul Borat Sagdiev, din serialul tv Da Ali G Show de Baron Cohen                           |
| 2006 Ediția a 79-a | Children of Men                                   | David Arata, Alfonso Cuarón, Mark Fergus, Hawk Ostby & Timothy J. Sexton                                                    | Roman de P. D. James                                                                             |
| 2006 Ediția a 79-a | Little Children                                   | Todd Field & Tom Perrotta                                                                                                   | Roman de Perrotta                                                                                |
| 2006 Ediția a 79-a | Notes on a Scandal                                | Patrick Marber | Roman de Zoë Heller                                                                              |
| 2007 Ediția a 80-a | No Country for Old Men                            | Frații Coen | Roman de Cormac McCarthy                                                                         |
| 2007 Ediția a 80-a | Atonement                                         | Christopher Hampton | Roman de Ian McEwan                                                                              |
| 2007 Ediția a 80-a | Away from Her                                     | Sarah Polley | Nuvela "The Bear Went Over the Mountain" de Alice Munro                                          |
| 2007 Ediția a 80-a | The Diving Bell and the Butterfly                 | Ronald Harwood | Carte de Jean-Dominique Bauby                                                                    |
| 2007 Ediția a 80-a | There Will Be Blood                               | Paul Thomas Anderson | Romanul Oil! de Upton Sinclair                                                                   |
| 2008 Ediția a 81-a | Slumdog Millionaire                               | Simon Beaufoy | Romanul Q & A de Vikas Swarup                                                                    |
| 2008 Ediția a 81-a | The Curious Case of Benjamin Button               | Scenariu: Eric Roth; Poveste: Roth & Robin Swicord                                                                          | Nuvelă de F. Scott Fitzgerald                                                                    |
| 2008 Ediția a 81-a | Doubt                                             | John Patrick Shanley | Piesă de teatru de Shanley                                                                       |
| 2008 Ediția a 81-a | Frost/Nixon                                       | Peter Morgan | Piesă de teatru de Morgan                                                                        |
| 2008 Ediția a 81-a | The Reader                                        | David Hare | Roman de Bernhard Schlink                                                                        |
| 2009 Ediția a 82-a | Precious                                          | Geoffrey S. Fletcher | Roman de Sapphire                                                                                |
| 2009 Ediția a 82-a | District 9                                        | Neill Blomkamp & Terri Tatchell                                                                                             | Scurtmetrajul Alive in Joburg scris de Blomkamp                                                  |
| 2009 Ediția a 82-a | An Education                                      | Nick Hornby | Carte de Lynn Barber                                                                             |
| 2009 Ediția a 82-a | In the Loop                                       | Jesse Armstrong, Simon Blackwell, Armando Iannucci & Tony Roche                                                             | Personajul Malcolm Tucker din serialul tv The Thick of It de Iannucci                            |
| 2009 Ediția a 82-a | Up in the Air                                     | Jason Reitman & Sheldon Turner                                                                                              | Roman de Walter Kirn                                                                             |

### Anii 2010
| An                 | Film                         | Nominalizări                                                                  | Adaptare după |
| ------------------ | ---------------------------- | ----------------------------------------------------------------------------- | --- |
| 2010 Ediția a 83-a | The Social Network           | Aaron Sorkin                                                                  | Cartea The Accidental Billionaires de Ben Mezrich |
| 2010 Ediția a 83-a | 127 Hours                    | Simon Beaufoy & Danny Boyle                                                   | Cartea Between a Rock and a Hard Place de Aron Ralston                                                                                               |
| 2010 Ediția a 83-a | Toy Story 3                  | Scenariu: Michael Arndt; Poveste: John Lasseter, Andrew Stanton & Lee Unkrich | Filmele Toy Story de Pete Docter, Lasseter, Stanton și alții.                                                                                        |
| 2010 Ediția a 83-a | True Grit                    | Frații Coen                                                                   | Roman de Charles Portis |
| 2010 Ediția a 83-a | Winter's Bone                | Debra Granik & Anne Rosellini                                                 | Roman de Daniel Woodrell |
| 2011 Ediția a 84-a | The Descendants              | Nat Faxon, Alexander Payne & Jim Rash                                         | Roman de Kaui Hart Hemmings |
| 2011 Ediția a 84-a | Hugo                         | John Logan                                                                    | Roman de Brian Selznick |
| 2011 Ediția a 84-a | The Ides of March            | George Clooney, Grant Heslov & Beau Willimon                                  | Piesă de teatru de Willimon |
| 2011 Ediția a 84-a | Moneyball                    | Scenariu: Aaron Sorkin & Steven Zaillian; Poveste: Stan Chervin               | Carte de Michael Lewis |
| 2011 Ediția a 84-a | Tinker Tailor Soldier Spy    | Bridget O'Connor (post mortem) & Peter Straughan                              | Roman de John le Carré |
| 2012 Ediția a 85-a | Argo                         | Chris Terrio                                                                  | Cartea The Master of Disguise de Tony Mendez & articolulThe Great Escape de Joshuah Bearman                                                          |
| 2012 Ediția a 85-a | Beasts of the Southern Wild  | Lucy Alibar & Benh Zeitlin                                                    | Piesă de teatru de Alibar |
| 2012 Ediția a 85-a | Life of Pi                   | David Magee                                                                   | Roman de Yann Martel |
| 2012 Ediția a 85-a | Lincoln                      | Tony Kushner                                                                  | Carte de Doris Kearns Goodwin |
| 2012 Ediția a 85-a | Silver Linings Playbook      | David O. Russell                                                              | Roman de Matthew Quick |
| 2013 Ediția a 86-a | 12 Years a Slave             | John Ridley                                                                   | Carte de memorii de Solomon Northup |
| 2013 Ediția a 86-a | Before Midnight              | Julie Delpy, Ethan Hawke & Richard Linklater                                  | Personajele din filmul Before Sunrise de Kim Krizan & Linklater                                                                                      |
| 2013 Ediția a 86-a | Captain Phillips             | Billy Ray                                                                     | Cartea A Captain's Duty de Richard Phillips & Stephan Talty                                                                                          |
| 2013 Ediția a 86-a | Philomena                    | Steve Coogan & Jeff Pope                                                      | Carte de Martin Sixsmith |
| 2013 Ediția a 86-a | The Wolf of Wall Street      | Terence Winter                                                                | Carte de memorii de Jordan Belfort |
| 2014 Ediția a 87-a | The Imitation Game           | Graham Moore                                                                  | Carte de Andrew Hodges |
| 2014 Ediția a 87-a | American Sniper              | Jason Hall                                                                    | Autobiografie de Jim DeFelice, Chris Kyle & Scott McEwan                                                                                             |
| 2014 Ediția a 87-a | Inherent Vice                | Paul Thomas Anderson                                                          | Roman de Thomas Pynchon |
| 2014 Ediția a 87-a | The Theory of Everything     | Anthony McCarten                                                              | Carte de Jane Hawking |
| 2014 Ediția a 87-a | Whiplash                     | Damien Chazelle                                                               | Scurtmetraj de Chazelle |
| 2015 Ediția a 88-a | The Big Short                | Charles Randolph & Adam McKay                                                 | Carte de Michael Lewis |
| 2015 Ediția a 88-a | Brooklyn                     | Nick Hornby                                                                   | Roman de Colm Tóibín |
| 2015 Ediția a 88-a | Carol                        | Phyllis Nagy                                                                  | Roman de Patricia Highsmith |
| 2015 Ediția a 88-a | The Martian                  | Drew Goddard                                                                  | Roman de Andy Weir |
| 2015 Ediția a 88-a | Room                         | Emma Donoghue                                                                 | Roman de Donoghue |
| 2016 Ediția a 89-a | Moonlight                    | Scenariu: Barry Jenkins; Poveste: Tarell Alvin McCraney                       | Piesa de teatru In Moonlight Black Boys Look Blue de McCraney                                                                                        |
| 2016 Ediția a 89-a | Arrival                      | Eric Heisserer                                                                | Nuvela Story of Your Life de Ted Chiang |
| 2016 Ediția a 89-a | Fences                       | August Wilson (post mortem)                                                   | Piesă de teatru de Wilson |
| 2016 Ediția a 89-a | Hidden Figures               | Theodore Melfi & Allison Schroeder                                            | Carte de Margot Lee Shetterly |
| 2016 Ediția a 89-a | Lion                         | Luke Davies                                                                   | Carte de memorii de Saroo Brierley & Larry Buttrose                                                                                                  |
| 2017 Ediția a 90-a | Call Me by Your Name         | James Ivory                                                                   | Roman de André Aciman |
| 2017 Ediția a 90-a | The Disaster Artist          | Scott Neustadter & Michael H. Weber                                           | Carte de Greg Sestero & Tom Bissell |
| 2017 Ediția a 90-a | Logan                        | Scenariu: Scott Frank, Michael Green & James Mangold; Poveste: Mangold        | Personajul de benzi desenate Wolverine de John Romita Sr. & Len Wein                                                                                 |
| 2017 Ediția a 90-a | Molly's Game                 | Aaron Sorkin                                                                  | Cartea de memorii de Molly Bloom |
| 2017 Ediția a 90-a | Mudbound                     | Dee Rees & Virgil Williams                                                    | Roman de Hillary Jordan |
| 2018 Ediția a 91-a | BlacKkKlansman               | Spike Lee, David Rabinowitz, Charlie Wachtel & Kevin Willmott                 | Cartea de memorii de Ron Stallworth |
| 2018 Ediția a 91-a | The Ballad of Buster Scruggs | Frații Coen                                                                   | Nuvelele All Gold Canyon de Jack London & The Gal Who Got Rattled de Stewart Edward White                                                            |
| 2018 Ediția a 91-a | Can You Ever Forgive Me?     | Nicole Holofcener & Jeff Whitty                                               | Cartea de memorii de Lee Israel |
| 2018 Ediția a 91-a | If Beale Street Could Talk   | Barry Jenkins                                                                 | Roman de James Baldwin |
| 2018 Ediția a 91-a | A Star Is Born               | Bradley Cooper, Will Fetters & Eric Roth                                      | Filmele din 1954 de Moss Hart, din 1976 d eJoan Didion, John Gregory Dunne & Frank Pierson & povestea din 1937 de Robert Carson & William A. Wellman |
| 2019 Ediția a 92-a | Jojo Rabbit                  | Taika Waititi                                                                 | Romanul Caging Skies de Christine Leunens |
| 2019 Ediția a 92-a | The Irishman                 | Steven Zaillian                                                               | Cartea I Heard You Paint Houses de Charles Brandt |
| 2019 Ediția a 92-a | Joker                        | Todd Phillips & Scott Silver                                                  | Personajele de benzi desenate create de Bill Finger, Bob Kane & Jerry Robinson                                                                       |
| 2019 Ediția a 92-a | Little Women                 | Greta Gerwig                                                                  | Roman de Louisa May Alcott |
| 2019 Ediția a 92-a | The Two Popes                | Anthony McCarten                                                              | Piesă de teatru de McCarten |

### Anii 2020
| An                    | Film | Nominalizări | Adaptare după |
| --------------------- | --- | --- | --- |
| 2020/21 Ediția a 93-a | The Father | Christopher Hampton & Florian Zeller | Piesa de teatru Le Père de Zeller                                                                                               |
| 2020/21 Ediția a 93-a | Borat Subsequent Moviefilm: Delivery of Prodigious Bribe to American Regime for Make Benefit Once Glorious Nation of Kazakhstan | Scenariu: Sacha Baron Cohen, Peter Baynham, Jena Friedman, Anthony Hines, Lee Kern, Dan Mazer, Erica Rivinoja & Dan Swimer; Poveste: Baron Cohen, Hines, Nina Pedrad & Swimer | Personajul Borat Sagdiev de Baron Cohen                                                                                         |
| 2020/21 Ediția a 93-a | Nomadland | Chloé Zhao | Carte de Jessica Bruder |
| 2020/21 Ediția a 93-a | One Night in Miami... | Kemp Powers | Piesă de teatru de Powers |
| 2020/21 Ediția a 93-a | The White Tiger | Ramin Bahrani | Roman de Arvind Adiga |
| 2021 Ediția a 94-a    | CODA | Sian Heder | Filmul La Famille Bélier de Victoria Bedos, Thomas Bidegain, Stanislas Carré de Malberg & Éric Lartigau                         |
| 2021 Ediția a 94-a    | Drive My Car | Ryusuke Hamaguchi & Takamasa Oe | Nuvelă de Haruki Murakami |
| 2021 Ediția a 94-a    | Dune | Eric Roth, Jon Spaihts & Denis Villeneuve | Roman de Frank Herbert |
| 2021 Ediția a 94-a    | The Lost Daughter | Maggie Gyllenhaal | Roman de Elena Ferrante |
| 2021 Ediția a 94-a    | The Power of the Dog | Jane Campion | Roman de Thomas Savage |
| 2022 Ediția a 95-a    | Women Talking | Sarah Polley | Roman de Miriam Toews |
| 2022 Ediția a 95-a    | All Quiet on the Western Front                                                                                                  | Edward Berger | Roman de Erich Maria Remarque                                                                                                   |
| 2022 Ediția a 95-a    | Glass Onion: A Knives Out Mystery                                                                                               | Rian Johnson | Personajul Benoit Blanc, din filmul Knives Out de Johnson                                                                       |
| 2022 Ediția a 95-a    | Living | Kazuo Ishiguro | Filmul japonez Ikiru din 1952, de Akira Kurosawa, Shinobu Hashimoto, & Hideo Oguni                                              |
| 2022 Ediția a 95-a    | Top Gun: Maverick | Scenariu: Ehren Kruger, Christopher McQuarrie & Eric Warren Singer; Poveste: Peter Craig & Justin Marks                                                                       | Personajele din filmul Top Gun de Jim Cash & Jack Epps Jr.                                                                      |
| 2023 (Ediția a 96-a)  | American Fiction | Cord Jefferson | Romanul Erasure de Percival Everett                                                                                             |
| 2023 (Ediția a 96-a)  | Barbie | Noah Baumbach & Greta Gerwig | Personajele create de Ruth Handler                                                                                              |
| 2023 (Ediția a 96-a)  | Oppenheimer | Christopher Nolan | Cartea American Prometheus: The Triumph and Tragedy of J. Robert Oppenheimer de Kai Bird & Martin J. Sherwin                    |
| 2023 (Ediția a 96-a)  | Sărmane creaturi | Tony McNamara | Romanul Poor Things: Episodes from the Early Life of Archibald McCandless M.D., Scottish Public Health Officer de Alisdair Gray |
| 2023 (Ediția a 96-a)  | Zona de interes | Jonathan Glazer | Romanul omonim de Martin Amis                                                                                                   |
| 2024 (Ediția a 97-a   | Conclav | Peter Straughan | Roman de Robert Harris |
| 2024 (Ediția a 97-a   | Bob Dylan: A Complete Unknown                                                                                                   | Jay Cocks & James Mangold | Cartea Dylan Goes Electric! Newport, Seeger, Dylan, and the Night That Split the Sixties de Elijah Wald                         |
| 2024 (Ediția a 97-a   | Emilia Pérez | Jacques Audiard, Thomas Bidegain, Nicolas Livecchi & Léa Mysius | Romanul Écoute de Boris Razon & libretul de Audiard                                                                             |
| 2024 (Ediția a 97-a   | Nickel Boys | Joslyn Barnes & RaMell Ross | Romanul The Nickel Boys de Colson Whitehead                                                                                     |
| 2024 (Ediția a 97-a   | Sing Sing | Scenariu: Clint Bentley & Greg Kwedar; Poveste: Bentley, Kwedar, Clarence Maclin & John "Divine G" Whitfield                                                                  | Cartea The Sing Sing Follies de John H. Richardson & piesa de teatru Breakin' the Mummy's Code de Brent Buell                   |

## Legături externe
- Premiile Oscar - scenariu original